# Benediktinerkloster Ćokovac

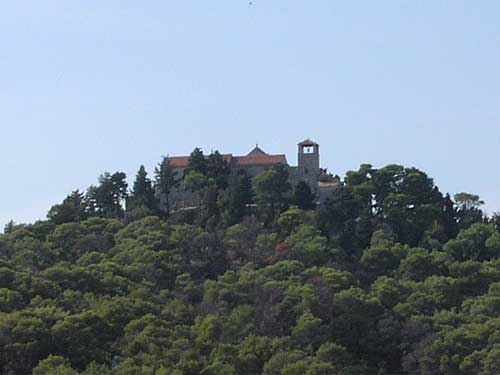
Priorat der Hl. Kosmas und Damian

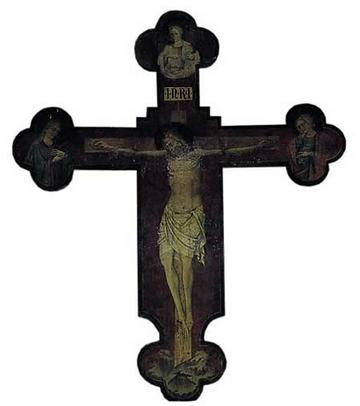
Gotisches Kreuz in der Klosterkirche Ćokovac

Priorat der Heiligen Kosmas und Damian (Samostan Ćokovac, Priorat sv. Kuzme i Damjana) ist ein Benediktinerkloster in Ćokovac, Gemeinde Tkon auf der dalmatinischen Insel Pašman, Kroatien. Das Priorat ist das einzig verbliebene benediktinische Mönchskloster an der östlichen Adria. Es gehört zur Slawischen Kongregation der Benediktinischen Konföderation. Dem Kloster gehören aktuell 5 Mönche an.

## Geschichte
Im Jahr 1124 flohen die Benediktinermönche aus dem Kloster des Hl. Johannes in Biograd, das von Kreuzfahrern zerstört worden war, auf die Insel Pašman und ließen sich bei der Kapelle der Heiligen Kosmas und Damian nieder. Diese geht auf das 6. Jahrhundert zurück. Bis ins 15. Jahrhundert gehörte das Kloster zu den einflussreichsten religiösen Zentren Kroatiens. Viele Mönche stammten aus den vornehmen kroatischen Familien. Manche von ihnen wurden Bischöfe in den umliegenden Bistümern. In der Liturgie verwendeten sie vor allem die altslawische Sprache (Glagolica) und wurden deshalb auch illyrische oder glagolitische Mönche genannt. Aus dem Skriptorium der mittelalterlichen Abtei stammt auch eine Übersetzung der Regula Benedicti in altslawischer Sprache. Weiters sind zweisprachige liturgische Handschriften (Lateinisch und Altslawisch) erhalten. Unter den kroatischen Benediktinerklöstern, die die glagolitische Liturgie pflegten, etwa die Abtei Sv. Lucija in Baška oder Sv. Nikola in Omišalj war das Kloster Ćokovac das einflussreichste. Karl IV. erhielt von Papst Innozenz IV. 1346 die Erlaubnis, Mönche aus Kroatien zur Gründung der Abtei Emaus in Prag zu berufen, um dort die glagolitische Liturgie zu pflegen. Mit großer Wahrscheinlichkeit handelte es sich um Mönche aus Ćokovac, da kurz zuvor das Kloster von Venezianern geplündert und zerstört worden war. Auch wenn das Kloster wieder aufgebaut wurde, wurde es von da an durch Kommendataräbte verwaltet. In der wiedererbauten Klosterkirche, wie sie bis heute erhalten ist, sind noch einige romanische Elemente des zerstörten Vorgängerbaus erhalten. Die Kirche als solche ist gotisch. Über dem Eingang befindet sich ein Relief einer thronenden Madonna mit Kind aus dem 14. Jahrhundert. Schmuckstück des Klosters ist das gotische Kreuz, ebenfalls aus dem 14. Jahrhundert mit einer Darstellung des gekreuzigten Christus, Maria und Johannes sowie eines Erzengels. 1808 lösten die Franzosen das Kloster auf. Der letzte Mönch, Petar Pletikosić starb 1850 und wurde in Tkon begraben. Dass die Kirche dennoch so gut erhalten ist, verdankt sie einer von Kaiser Franz Joseph I. 1876 in Auftrag gegebenen Restaurierung. Weitere Restaurierungsarbeiten waren nach den beiden Weltkriegen notwendig.
Die heutige Innenraumgestaltung mit dem Chorgestühl für die Mönche und einem zentralen Hauptaltar wurde nach der Neugründung des Klosters, den Vorgaben der Liturgiereform des II. Vatikanischen Konzils entsprechend gestaltet.
Im November 1961 nahmen nach mehr als 160 Jahren drei kroatische Benediktiner das monastische Leben im verlassenen Kloster wieder auf. Unterstützt wurden sie dabei vom Erzbistum Zadar aber auch von österreichischen und deutschen Abteien und nicht zuletzt von den Bewohnern der Insel Pašman. Die kleine Gemeinschaft, die sich ursprünglich im aufgelassenen Olivetanerkloster in Opatija formiert hatte, führt ein ursprüngliches, monastisches Leben. Sie pflegt auch heute das glagolitische Erbe (vor allem den traditionellen glagolitischen, liturgischen Gesang), das im Anschluss an die Liturgiereform durch die Verwendung der modernen kroatischen Sprache im Gottesdienst fast gänzlich verschwunden ist. Darüber hinaus empfangen die Mönche Gäste. Eine kleine Oblatengemeinschaft ist eng mit dem Kloster verbunden.
Am 21. Oktober 2021 wurde P. Jeronim Marin, der Prior von Ćokovac, zum Abtpräses der Slawischen Benediktinerkongregation gewählt. Erzbischof Želimir Puljić erteilte ihm am 17. Februar in der Kathedrale von Zadar die Abtsbenediktion. Mit Abt Jeronim gibt es erstmals seit 200 Jahren wieder einen benedizierten Benediktinerabt in Kroatien.

## Lage
Das Kloster liegt auf dem weithin sichtbaren Berg Ćokovac auf der 57 km² großen Insel Pašman, der 12. Insel im kroatischen Archipel. Vom Kloster aus hat man eine gute Sicht auf das kroatische Festland, vornehmlich auf die Stadt Biograd. Die Insel wurde 1067 als Postimana erstmals urkundlich erwähnt und hat heute etwa 3500 Einwohner in zwei politischen Gemeinden. Sie ist über eine Fähre von und nach Biograd mit dem Festland verbunden und mit der Nachbarinsel Ugljan über eine Brücke. Neben dem Benediktinerkloster auf dem Ćokovac gibt es in der kleinen Ortschaft Kraj ein altes Franziskanerkloster aus der Mitte des 15. Jahrhunderts.